# Good Times
Good Times (с англ. — «Добрые времена») — девятнадцатый студийный альбом американского певца Элвиса Пресли, вышедший в 1974 году. Диск занял 90-е место в американском хит-параде, что для студийной пластинки было самым низким показателем за всю карьеру Пресли.

## Обзор
К 1973 году для RCA Records стало ясно, что Пресли охладел к студийной работе, и лейблу, ожидавшему от певца по несколько пластинок в год, приходилось всё труднее составлять альбомы. В июле 1973 певцу предложили записаться в студии Stax, в его родном Мемфисе. Расчёт был, что у Пресли, оказавшегося в совершенно новой обстановке (студия специализировалась на соуле), пробудится интерес к музыке (как было в случае с записью в другой мемфисской студии зимой 1969 года, давшей один из лучших альбомов Пресли). Однако, оказавшись в студии, Пресли стал придирчив к оборудованию, музыкантам и репертуару и, не дожидаясь конца работы, бросил Stax. С этих сессий для данного альбома были взяты «I’ve Got A Thing About You Baby» и «Take Good Care Of Her», вышедшие на сингле в январе 1974 года.
Однако спустя пять месяцев Пресли вернулся в ту же студию более расположенный работать. На его общую апатию указывало то, что Пресли в большинстве случаев лишь пропевал песни под минимальный аккомпанемент, предоставляя музыкантам позже самим дорабатывать дорожки. По итогу декабрьских сессий было записано около двадцати дорожек, которые пошли на два альбома: Good Times и Promised Land (1975). В следующем, 1974 году Пресли в студии не работал.
В целом записи этого периода проникнуты ностальгией и подавленным настроением, связанным с проблемами в семье. В основном, это были кантри-баллады и блюзы. Ярким исключением были фанковая «I Got A Feelin' In My Body», лёгкая «I’ve Got A Thing About You» и рок-н-ролл «Talk About The Good Times».

## Список композиций
1. Take Good Care Of Her (2:50)
2. Loving Arms (2:48)
3. I Got A Feelin' In My Body (3:33)
4. If That Isn’t Love (3:29)
5. She Wears My Ring (3:12)
6. I’ve Got A Thing About You Baby (2:20)
7. My Boy (3:19)
8. Spanish Eyes (2:21)
9. Talk About The Good Times (2:22)
10. Good Time Charlie’s Got The Blues (3:09)

## Альбомные синглы
- I’ve Got A Thing About You Baby / Take Good Care Of Her (январь 1974; #39)
- Через год «My Boy» была выпущена на сингле с «Thinking About You» (из альбома Promised Land) на оборотной стороне.